# Guerrico d'Igny
Guerrico d'Igny, in francese Guerric d'Igny (Tournai, 1070-1080 – Arcis-le-Ponsart, 19 agosto 1157), fu un monaco cistercense del Medioevo e abate francese, venerato come beato dalla Chiesa cattolica.

## Biografia
Nacque tra il 1070 e il 1080 a Tournai, una cittadina sul fiume Schelda nell'attuale Belgio, in cui fioriva attorno alla cattedrale una scuola resa celebre da Oddone di Tournai, di cui Guerrico fu quasi certamente allievo. Qui egli divenne una personalità di rilievo, "magister scolarum Tornacensium", con "la carica delle scuole in tutta la città e su tutto il territorio che dipende dal Capitolo". Forse prima, forse dopo o anche durante questo prestigioso incarico, Guerrico condusse una vita monastica privatamente in casa propria, passando il tempo in stile eremitico nella preghiera e nella meditazione.
Ma sarà l'incontro con una delle più forti personalità dell'epoca a mutare radicalmente la sua vita: nel 1125 o 1126 infatti, Guerrico andò a Clairvaux per incontrare san Bernardo, la cui fama già echeggiava fuori dalle mura del suo monastero, e fu da lui convinto a fermarsi, facendosi novizio. E da magister Guerrico si fece discepolo di questo uomo più giovane di lui e divenne monaco in Chiaravalle: aveva ormai cinquant'anni.
La sua età matura e la sua esperienza lo portarono ad essere scelto dai monaci di Igny come loro abate: nel 1138 Guerrico diventò così abate dell'abbazia cistercense d'Igny, poco a ovest di Reims, dove rimase fino alla morte. Nel 1150 fondò l'abbazia di La Valroy, non lontano da Rethel, ai confini delle diocesi di Reims e di Laon. 
Vecchio e malato, si rammaricava di non poter seguire tutti gli esercizi della comunità, ma si consolava cercando di istruire i suoi monaci e di edificarli coi suoi sermoni. Si racconta che, in punto di morte, avvenuta nel 1157, ricordando uno statuto del capitolo generale che interdiceva di pubblicare libri senza un permesso speciale, fu preso da scrupoli e diede ordine di bruciare il manoscritto dei suoi sermoni. Così fu fatto, ma i suoi monaci ne avevano già tanto abilmente messo in circolazione delle copie, che gli scritti di Guerrico sono giunti sino a noi. Di lui ci sono rimasti 54 sermoni, che lo collocano tra i migliori scrittori del Medioevo.
La figura di Guerrico d'Igny fu subito venerata all'interno del suo ordine. La beatificazione ufficiale risale al 1889.